# Doolow
Doolow (ou Dolo, Dōlow, Dolow, Dōlaw) é uma cidade da Somália localizada na região de Gedo. Doolow está localizada às margens do rio Dawa, na fronteira com a Etiópia. Estima-se a população da cidade em torno de 23.000 habitantes em 2007.
- Latitude: 4° 10' 0" Norte
- Longitude: 42° 5' 0" Leste
- Altitude: 168 metros